# Tyran de Pelzeln
Conopias parvus
Espèce
Statut de conservation UICN

 LC  : Préoccupation mineure
Le Tyran de Pelzeln (Conopias parvus) est une espèce de passereau de la famille des Tyrannidae. Il est considéré par certains auteurs comme une sous espèce du Tyran diadème (Conopias albovittatus),.

## Distribution
Cet oiseau vit à l'est de la Colombie, au sud du Venezuela, dans les Guyanes, au nord du Brésil et au nord du Pérou.